# Championnat de Finlande de football 1998
Navigation
Saison précédente Saison suivante
La saison 1998 du Championnat de Finlande de football était la 69e édition de la première division finlandaise à poule unique, la Veikkausliiga. Les dix meilleurs clubs du pays jouent les uns contre les autres à trois reprises durant la saison. À la fin de la saison, pour permettre le passage du championnat de 10 à 12 clubs, le dernier est relégué et remplacé par les trois meilleurs clubs de deuxième division tandis que l'avant-dernier de D1 dispute un barrage de promotion-relégation face au 4e d'Ykkonen.
C'est un club promu d'Ykkonen, le FC Haka Valkeakoski, qui remporte le championnat après avoir terminé en tête du classement final, avec 3 points d'avance sur le VPS Vaasa et 4 points sur l'autre club promu, le PK-35. C'est le 6e titre de champion du Haka, qui enchaîne les trophées après avoir gagné le titre en deuxième division ainsi que la Coupe de Finlande. Le HJK, tenant du titre, termine à la 4e place, à 10 points du Haka mais se console en remportant la Coupe de Finlande face au PK-35.

## Les 10 clubs participants
| - RoPS Rovaniemi - MyPa 47 Anjalankoski - FinnPa Helsinki - Jaro Pietarsaari - HJK Helsinki | - FC Jazz Pori - TPS Turku - PK-35 - Promu de Ykkonen - VPS Vaasa - FC Haka Valkeakoski - Promu de Ykkonen |

## Compétition
Le barème de points servant à établir les classements se décompose ainsi :
- Victoire : 3 points
- Match nul : 1 point
- Défaite : 0 point

### Classement
| Rang | Équipe                | Pts | J  | G  | N  | P  | Bp | Bc | Diff |
| ---- | --------------------- | --- | -- | -- | -- | -- | -- | -- | ---- |
| 1    | FC Haka Valkeakoski P | 48  | 27 | 13 | 9  | 5  | 46 | 31 | +15  |
| 2    | VPS Vaasa             | 45  | 27 | 12 | 9  | 6  | 42 | 27 | +15  |
| 3    | PK-35 P               | 44  | 27 | 11 | 11 | 5  | 36 | 24 | +12  |
| 4    | HJK Helsinki T C      | 38  | 27 | 9  | 11 | 7  | 33 | 31 | +2   |
| 5    | FC Jazz Pori          | 35  | 27 | 9  | 8  | 10 | 37 | 36 | +1   |
| 6    | TPS Turku             | 34  | 27 | 8  | 10 | 9  | 25 | 31 | -6   |
| 7    | MyPa 47 Anjalankoski  | 32  | 27 | 8  | 8  | 11 | 35 | 39 | -4   |
| 8    | RoPS Rovaniemi        | 32  | 27 | 6  | 14 | 7  | 27 | 31 | -4   |
| 9    | FinnPa Helsinki       | 26  | 27 | 5  | 11 | 11 | 37 | 43 | -6   |
| 10   | Jaro Pietarsaari      | 21  | 27 | 4  | 9  | 14 | 25 | 50 | -25  |

|  | Qualification pour la Ligue des champions 1999-2000 |
|  | Qualification pour la Coupe UEFA 1999-2000          |
|  | Qualification pour la Coupe Intertoto 1999          |
|  | Participation à la poule de relégation              |
|  | Relégation en Ykkonen                               |
|  | T Tenant du titre P Club promu de deuxième division |

### Matchs

#### Barrage de promotion-relégation
Le 9e de la poule de relégation, le FinnPa Helsinki doit rencontrer le 4e de Ykkonen, le TPV Tampere, afin de déterminer le dernier club qualifié pour la prochaine saison parmi l'élite. Les matchs se disputent en aller-retour.
| Équipe 1         | Résultat | Équipe 2        | Aller | Retour |
| ---------------- | -------- | --------------- | ----- | ------ |
| TPV Tampere (D2) | 3e - 3   | FinnPa Helsinki | 1 - 1 | 2 - 2  |

## Bilan de la saison
| Championnat de Finlande de football 1998                |                                |
| Champion                                                | FC Haka Valkeakoski (6e titre) |
| Coupes et trophées                                      |                                |
| Vainqueur de la Coupe de Finlande 1998                  | HJK Helsinki                   |
| Qualifications continentales                            |                                |
| Ligue des champions 1999-2000 Premier tour préliminaire | FC Haka Valkeakoski            |
| Coupe UEFA 1999-2000 Premier tour                       | VPS Vaasa                      |
| Coupe UEFA 1999-2000 Premier tour                       | HJK Helsinki                   |
| Coupe Intertoto 1999                                    | PK-35                          |
| Promotions et relégations                               |                                |
| Promus en Veikkausliiga                                 | TPV Tampere                    |
| Promus en Veikkausliiga                                 | KTP Kotka                      |
| Promus en Veikkausliiga                                 | FC Inter Turku                 |
| Promus en Veikkausliiga                                 | FC Lahti                       |
| Relégués en Ykkonen                                     | FinnPa Helsinki                |
| Relégués en Ykkonen                                     | Jaro Pietarsaari               |